# Handball-Oberliga Baden-Württemberg der Männer 2005/06
Die Handball-Oberliga Baden-Württemberg 2005/06 wurde unter dem Dach der Handballverbände Baden, Südbaden und  Württemberg organisiert und ist die höchste Spielklasse des Verbundes. Die Oberliga – BW  ist nach der Bundesliga, der 2. Bundesliga und der Regionalliga eine der vierthöchsten Spielklassen im deutschen Handball.

## Saisonverlauf
Die Handball-Oberliga Baden-Württemberg 2005/06 war die sechste Ausspielung dieser Handballliga.

### Modus
Sechzehn Mannschaften spielten eine Vor- und Rückrunde. Nach Abschluss der daraus resultierenden Spieltage sind der Meister und Vizemeister in die Regionalliga Süd aufgestiegen. Vier Mannschaften mussten in die vom Badischen-, Südbadischen- und Württembergischen-Handballverband organisierten Ligen absteigen.

## Teilnehmer
Nicht mehr dabei waren die Auf- und Absteiger der Vorsaison. Neu hinzukamen die Absteiger (A) der Regionalliga Süd und die Aufsteiger (N) aus den Verbandsligen.

Handballverband Baden

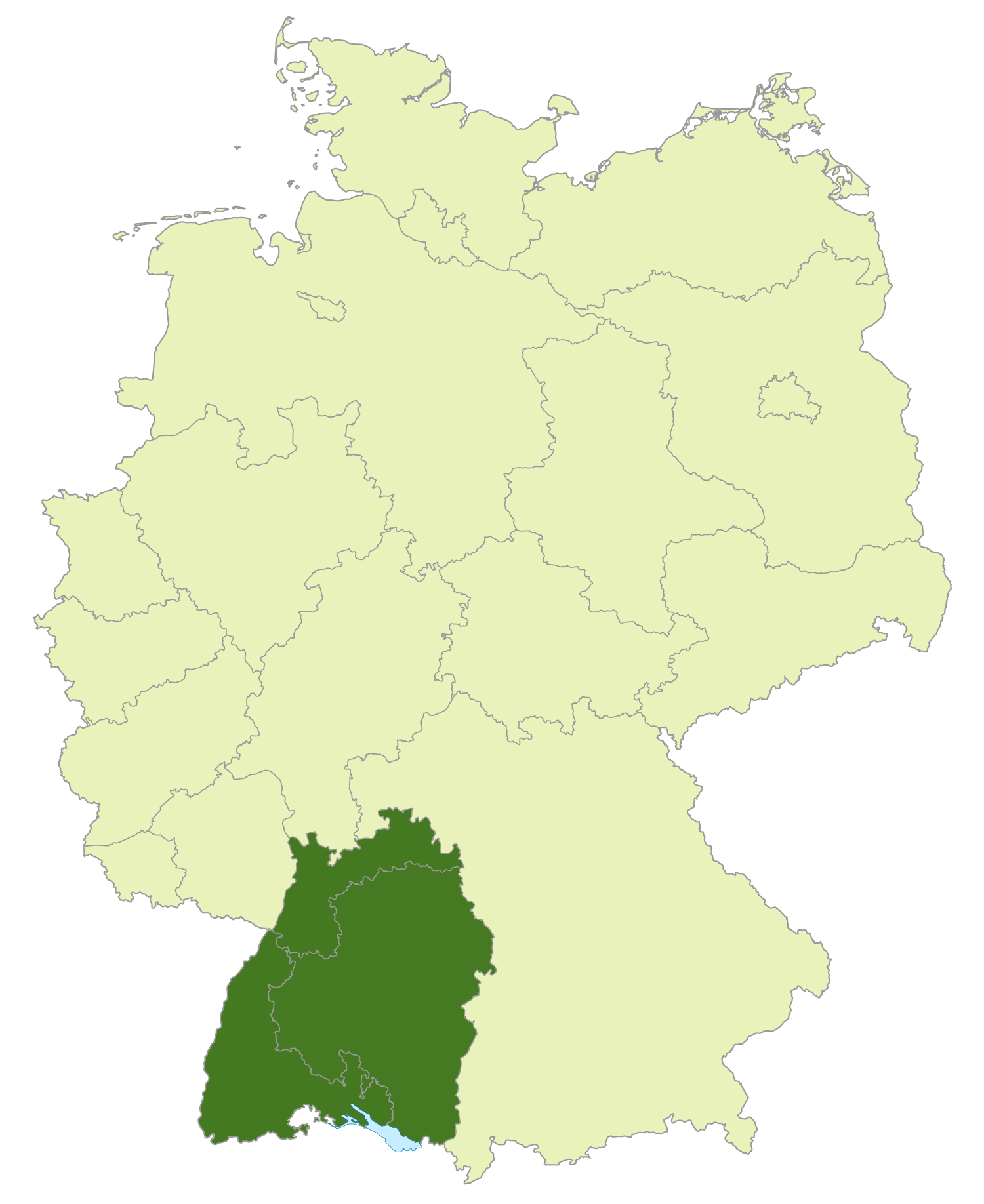
Bereich Handball-Oberliga
Baden-Württemberg

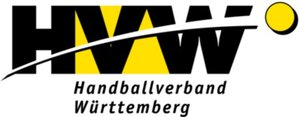
Handballverband Württemberg

### Abschlussplatzierungen
|  1. TV 1893 Neuhausen (N)  2. HSG Langenau/Elchingen - 3. HBW Balingen-Weilstetten II - 4. TSB Horkheim (A) - 5. TV Germania Großsachsen (N) - 6. SV Fellbach - 7. TV Oppenweiler (A) - 8. HV Stuttgarter Kickers (N) - 9. SG Heddesheim - 10 TuS Schutterwald - 11 BSV Phönix Sinzheim - 12 TSV Birkenau  13. TV 08 Willstätt II (N)  14 SG Heidelsheim/Helmsheim  15. HG Königshofen/Sachsenflur  16. DJK Singen |

(A) = Absteiger aus der Regionalliga Süd (N) = neu in der Liga (R) = Rückzug
  Meister und Aufsteiger zur Regionalliga Süd 2006/07
  Aufsteiger zur Regionalliga Süd 2006/07
- Für die Oberliga 2006/07 qualifiziert